# Punktbiseriale Korrelation
Als punktbiseriale Korrelation wird der Korrelationskoeffizient für den Zusammenhang zwischen einem intervallskalierten Merkmal {\displaystyle I} und einem dichotomen (bernoulliverteilten) Merkmal {\displaystyle D} bezeichnet. Es handelt sich nicht um eine eigenständige Maßzahl, sondern um einen Spezialfall des gewöhnlichen Korrelationskoeffizienten nach Pearson, der in diesem Fall berechnet werden kann als
{\displaystyle \rho ={\frac {{\overline {I}}_{D=1}-{\overline {I}}_{D=0}}{\sqrt {\mathrm {QS} (I)}}}\cdot {\sqrt {n\cdot p\cdot q}}},
wobei {\displaystyle \mathrm {QS} } die Quadratsumme, {\displaystyle n} den Stichprobenumfang, {\displaystyle p} den Anteil der Untersuchungseinheiten mit der in D erfassten Eigenschaft und {\displaystyle q} den Anteil der Untersuchungseinheiten ohne die in D erfasste Eigenschaft bezeichnet.

## Herleitung aus der Pearson-Korrelation
Der Einfachheit halber wird angenommen, dass das dichotome Merkmal {\displaystyle D} die Werte 0 und 1 annimmt, sodass der Mittelwert in {\displaystyle D} gleich {\displaystyle p} ist. Nach der allgemeinen Formel berechnet sich die Korrelation zwischen {\displaystyle I} und {\displaystyle D} über
{\displaystyle \rho ={\frac {\sum _{i=1}^{n}(I_{i}-{\bar {I}})(D_{i}-{\bar {D}})}{\sqrt {\mathrm {QS} (I)\cdot \mathrm {QS} (D)}}}}.
Man kann nun eine Fallunterscheidung treffen: {\displaystyle n\cdot p} Untersuchungseinheiten sind D=1 und liegen mit {\displaystyle 1-p=q} über dem Mittelwert in D, die übrigen {\displaystyle n\cdot q} Untersuchungseinheiten sind D=0 und liegen mit {\displaystyle 0-p=-p} unter dem Mittelwert in D. Damit gilt
{\displaystyle \rho ={\frac {n\cdot p\cdot ({\bar {I}}_{D=1}-{\bar {I}})\cdot q+n\cdot q\cdot ({\bar {I}}_{D=0}-{\bar {I}})\cdot (-p)}{\sqrt {\mathrm {QS} (I)\cdot (n\cdot p\cdot q^{2}+n\cdot q\cdot (-p)^{2})}}}},
was sich über
{\displaystyle \rho ={\frac {n\cdot p\cdot q\cdot ({\bar {I}}_{D=1}-{\bar {I}}_{D=0})}{\sqrt {\mathrm {QS} (I)\cdot (n\cdot p\cdot q)}}}}
zur obigen Gleichung vereinfachen lässt.

## Anwendung in gängiger Statistiksoftware
SPSS und R verwenden automatisch die punktbiseriale Rechenweise, wenn die Befehle CORRELATE bzw. cor, cor.test angefordert werden und eine der Variablen nur zwei Ausprägungen (z. B. die Werte 0 und 1) hat, die auch als berechnungsrelevant angesehen werden (−7 oder 99 z. B. können in SPSS als fehlende Werte markiert und somit ignoriert werden).